# Heterocist
Els heterocists (en anglès:Heterocysts), derivat del grec: hetero = diferent i cystis = sac, són cèl·lules especialitzades en la fixació del nitrogen formades per alguns cianobacteris filamentosos, com Nostoc punctiforme, Cylindrospermum stagnale i Anabaena sphaerica, durant l'escassedat de nitrogen. Fixen el nitrogen a partir de dinitrogen (N₂) de l'aire usant l'enzim nitrogenasa, per proporcionar nitrogen als filaments. La nitrogenasa es desactiva per l'oxigen, per tant els heterocists han de crear un ambient microanaeròbic. L'estructura i fisiologia dels heterocists requereix un canvi global en l'expressió genètica.